# Embraer/FMA CBA 123 Vector
Embraer/FMA CBA 123 Vector – prototypowy, dwusilnikowy samolot pasażerski komunikacji regionalnej, który powstał dzięki współpracy brazylijskiego Embraera i argentyńskiej wytwórni Fábrica Militar de Aviones. Rozwój konstrukcji został w całości anulowany po wybudowaniu dwóch prototypowych egzemplarzy.

## Historia
W 1985 roku brazylijskie zakłady przystąpiły do projektowania nowego samolotu turbośmigłowego o małym zasięgu zdolnego przewozić 19 pasażerów określanego mianem EMB-123. W 1986 roku w ramach gospodarczej współpracy regionalnej Mercosur do programu budowy dołączyła argentyńska Fábrica Militar de Aviones (obecnie Lockheed Martin Aircraft Argentina). Od tego momentu samolot uzyskał nowe oznaczenie CBA-123. Akronim CBA oznaczał współpracę brazylijsko argentyńską (hiszp. Cooperación Brasil-Argentina, port. Cooperação Brasil-Argentina). Nazwa własna Vector została wybrana spośród ponad 6000 propozycji nadesłanych w ramach międzynarodowego konkursu. Samolot miał być bardzo nowoczesną konstrukcją, naszpikowaną nowymi rozwiązaniami technologicznymi. Wybudowano dwa prototypy, z których pierwszy wzbił się w powietrze 18 lipca 1990 roku a drugi w marcu rok później. Miały powstać dwie linie montażowe, jedna w Brazylii a druga w Argentynie. Wstępnie (w listopadzie 1991 roku) uzyskano zamówienia na 113 egzemplarzy samolotu. Niestety zastosowanie nowoczesnych rozwiązań technologicznych w projekcie samolotu podniosło jego cenę rynkową do ponad 5 milionów dolarów amerykańskich. Na rynku samolotów komunikacji lokalnej o napędzie turbośmigłowym było to stanowczo za dużo i cały program budowy i dalszego rozwoju został zamknięty.

## Konstrukcja
Vector to dwusilnikowy dolnopłat o konstrukcji metalowej, w którym zastosowano skrócony kadłub samolotu Embraer 120 "Brasilia". Skrzydła o profilu nadkrytycznym i skosie 6°. Maszyna miała być napędzana dwoma silnikami turbośmigłowymi z pchającymi sześciołopatowymi śmigłami wolnoobrotowymi Hartzell. Gondole silnikowe zamocowane były w ogonowej części kadłuba, dzięki takiemu rozwiązaniu uzyskano bardzo duże wyciszenie kabiny pasażerskiej porównywane z wartościami uzyskiwanymi dla szerokokałubowych samolotach komunikacyjnych. Chowane podwozie trójzespołowe, przednie i główne dwukołowe. Usterzenie w kształcie litery T. Cyfrowe systemy awioniki, między innymi z system kontroli pracy silników FADEC.